# Sutton Heath
Sutton Heath est une paroisse civile du Suffolk, en Angleterre.